# Huang Zhong
Huang Zhong foi um famoso general de Shu Han durante o período dos Três Reinos na China Antiga, muito conhecido por sua bravura mesmo estando em idade avançada. É um dos mais velhos conhecidos guerreiros.
Foi grande amigo de Yan Yan, mas teve que lutar contra seu próprio amigo na batalha por Cheng Du, onde também viu seu companheiro Pang Tong morrer nas mãos de Zhang Ren. Era um brilhante arqueiro, capaz de acertar um alvo mil vezes em mil tentativas.
Um de seus grandes feitos foi derrotar o até então invencível Xiahou Yuan, na batalha pelo monte Ding Jun. Também lutou ferozmente na batalha pelo Castelo de Bai Di, mas foi morto por tropas de Zhou Tai e de Sun Quan.